# Dècada del 1330

## Esdeveniments
- Expansió de l'imperi de Mali
- Amb Lo mal any primer comença un segle de crisi a Catalunya
- Invenció del rellotge mecànic
- 1337 - Inici de la Guerra dels Cent Anys
- Dècada d'epidèmies i males collites a Europa
- Petrarca encunya el terme "Edat fosca" per referir-se a l'alta edat mitjana

## Personatges destacats
- Alfons XI de Castella
- Francesco Petrarca